# Strokkur
Strokkur (isl. kierznia) – największy czynny gejzer Islandii. Wybucha co 5-10 minut. Wyrzuca słup wody o średnicy 3 m na wysokość 30 m.
Gejzer znajduje się w dolinie Haukadalur. Na terenie tego samego pola geotermalnego znajduje się również gejzer Geysir, a także mniejsze źródła geotermalne – Smiður i Litli-Strokkur.
Geysir i Strokkur zaliczane są do głównych atrakcji trasy turystycznej zwanej Złotym Kręgiem.

## Galeria

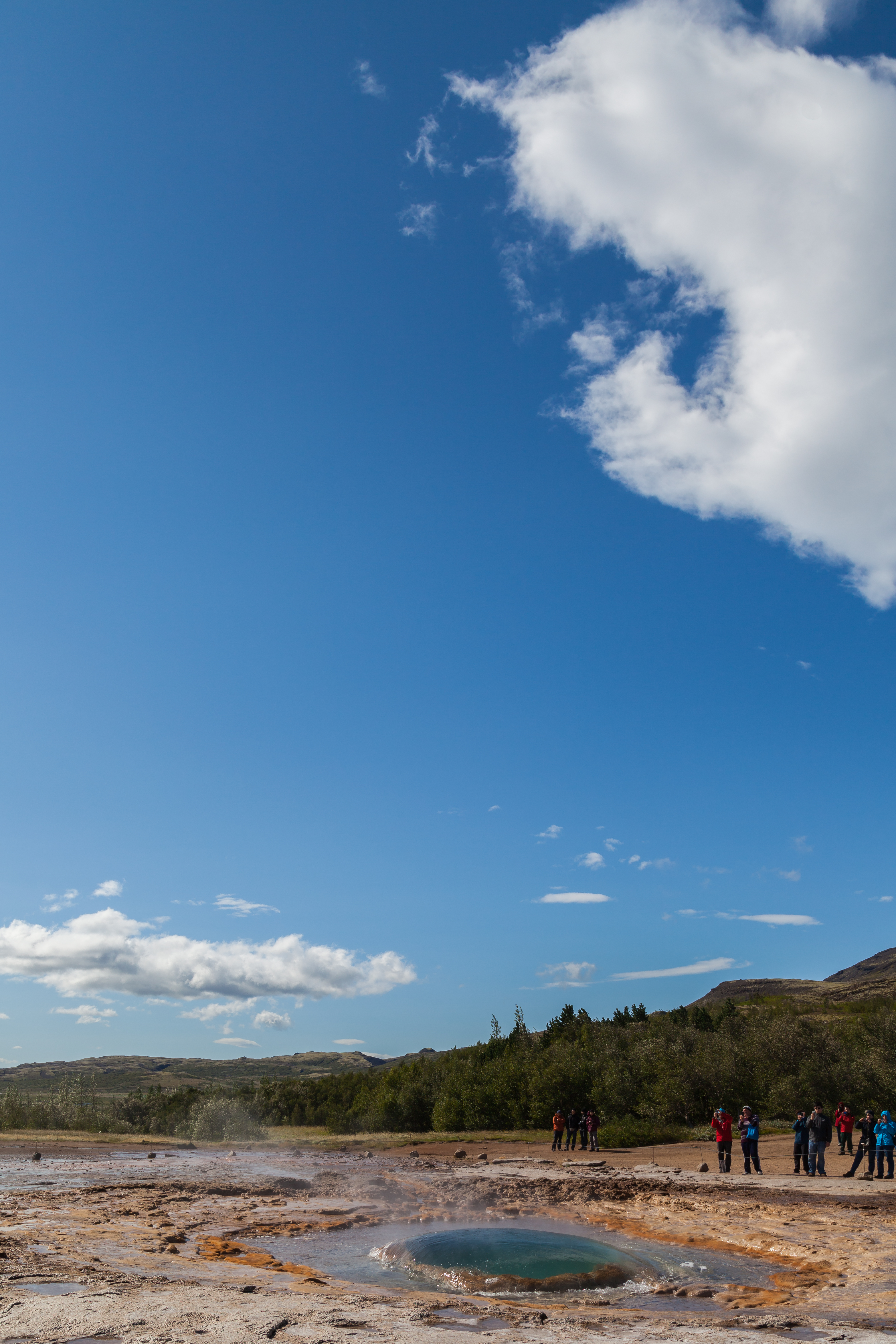
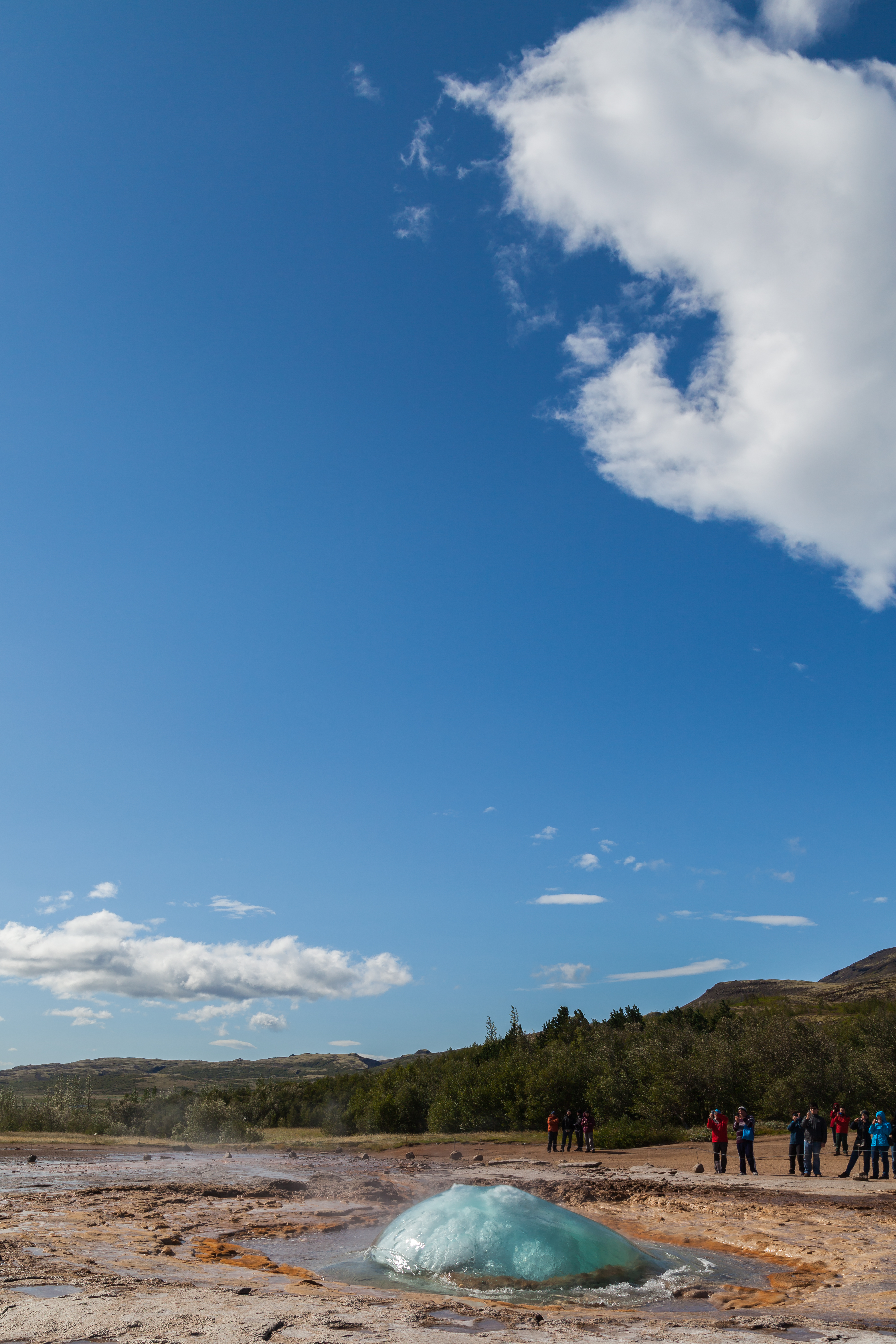
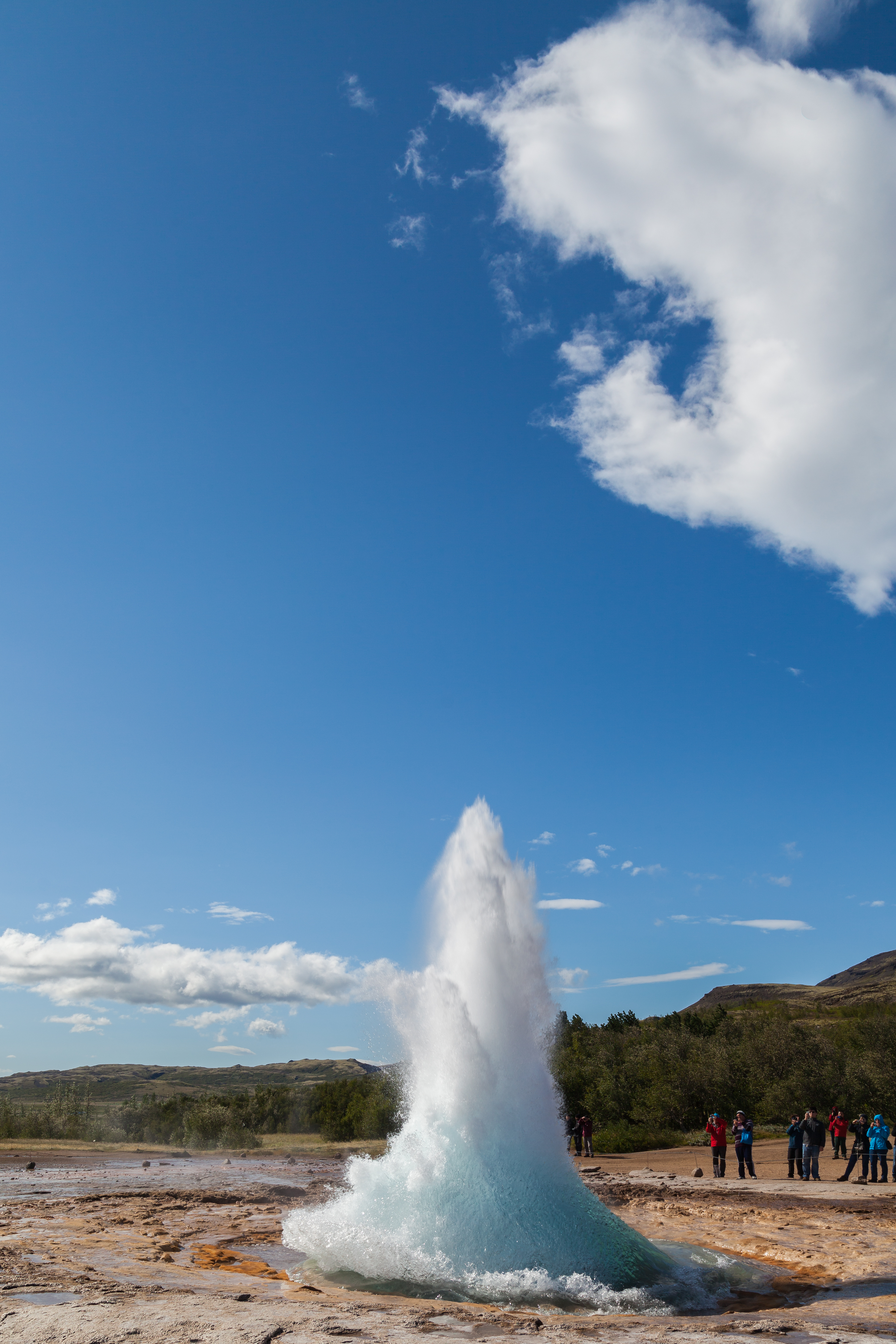
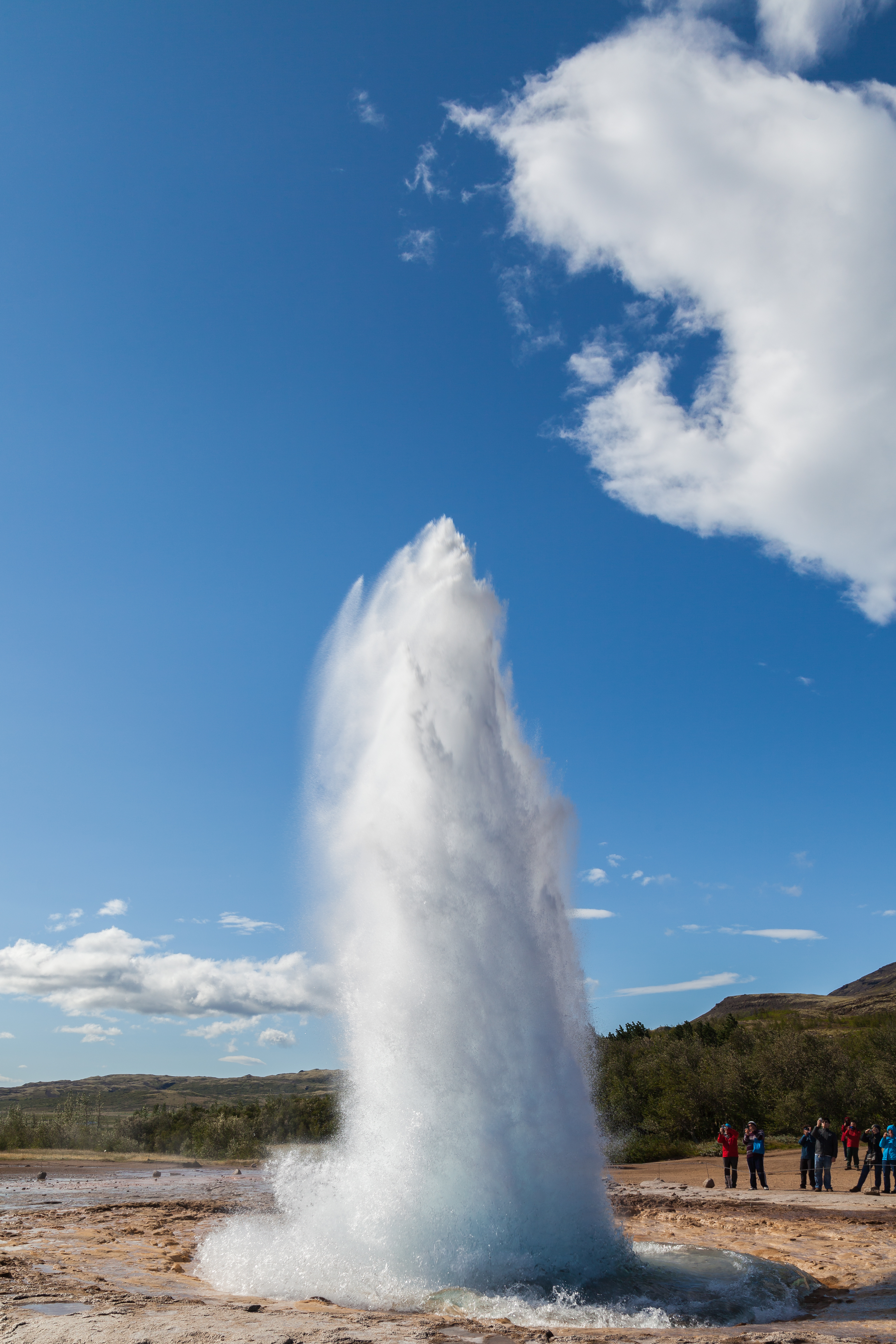
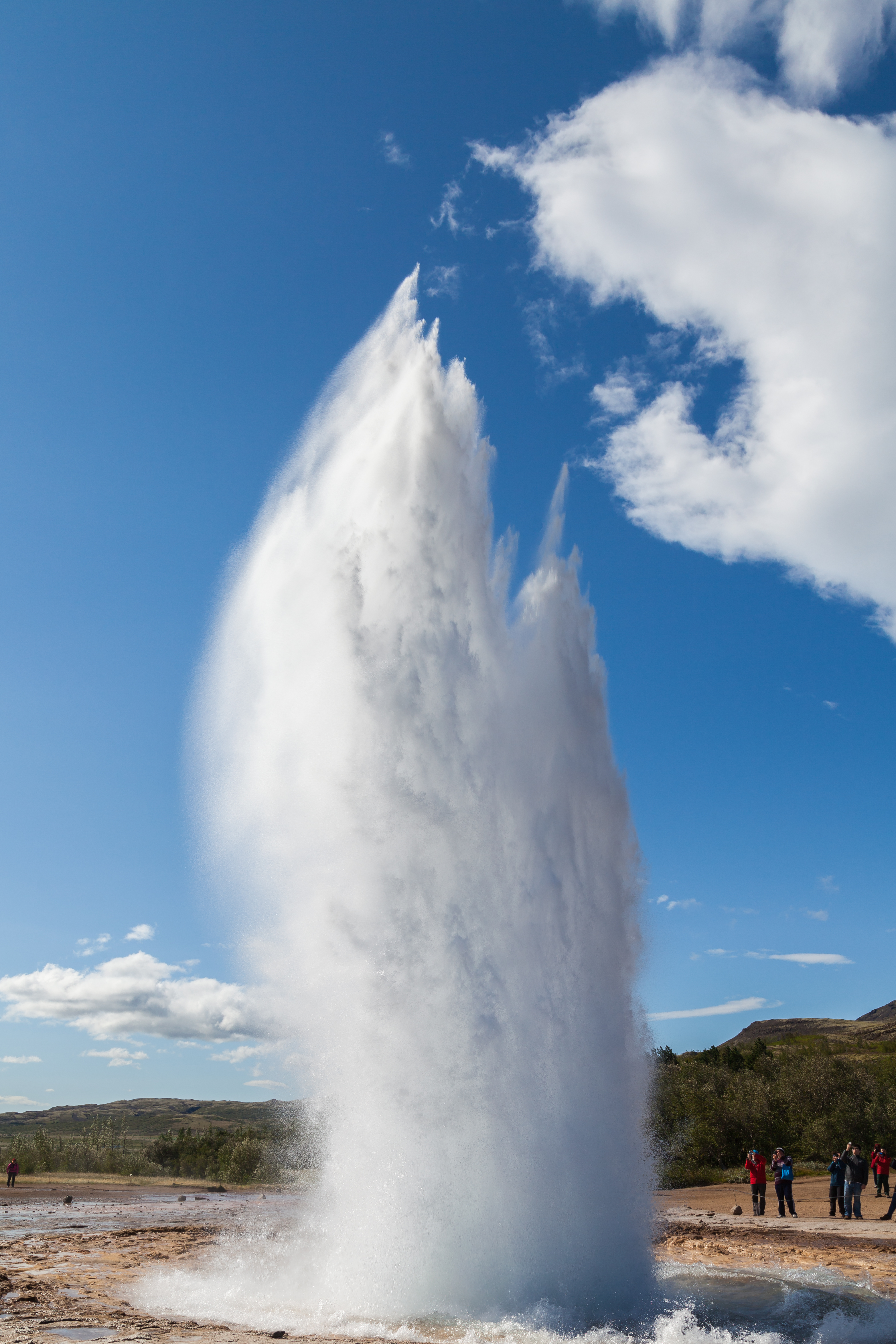
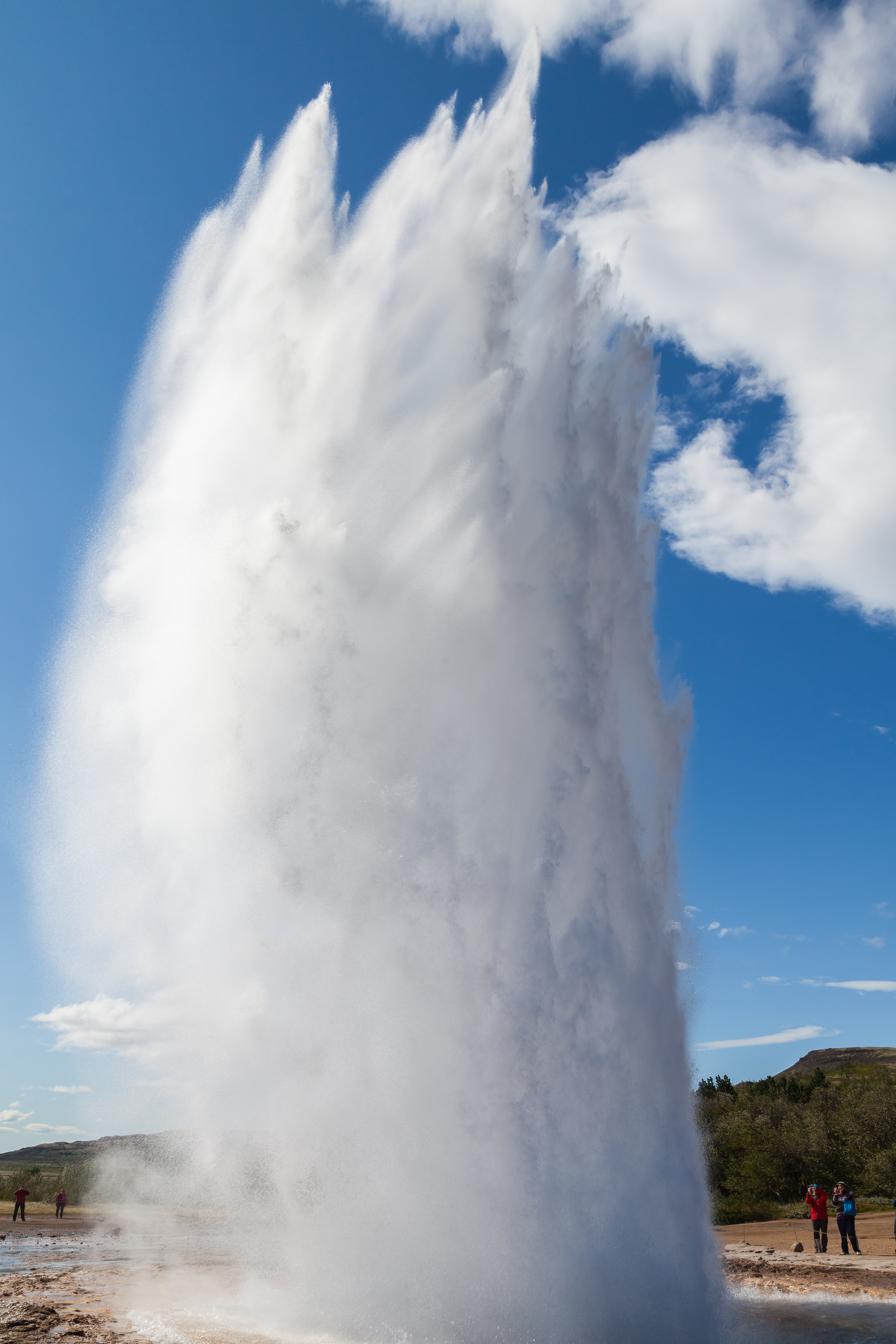
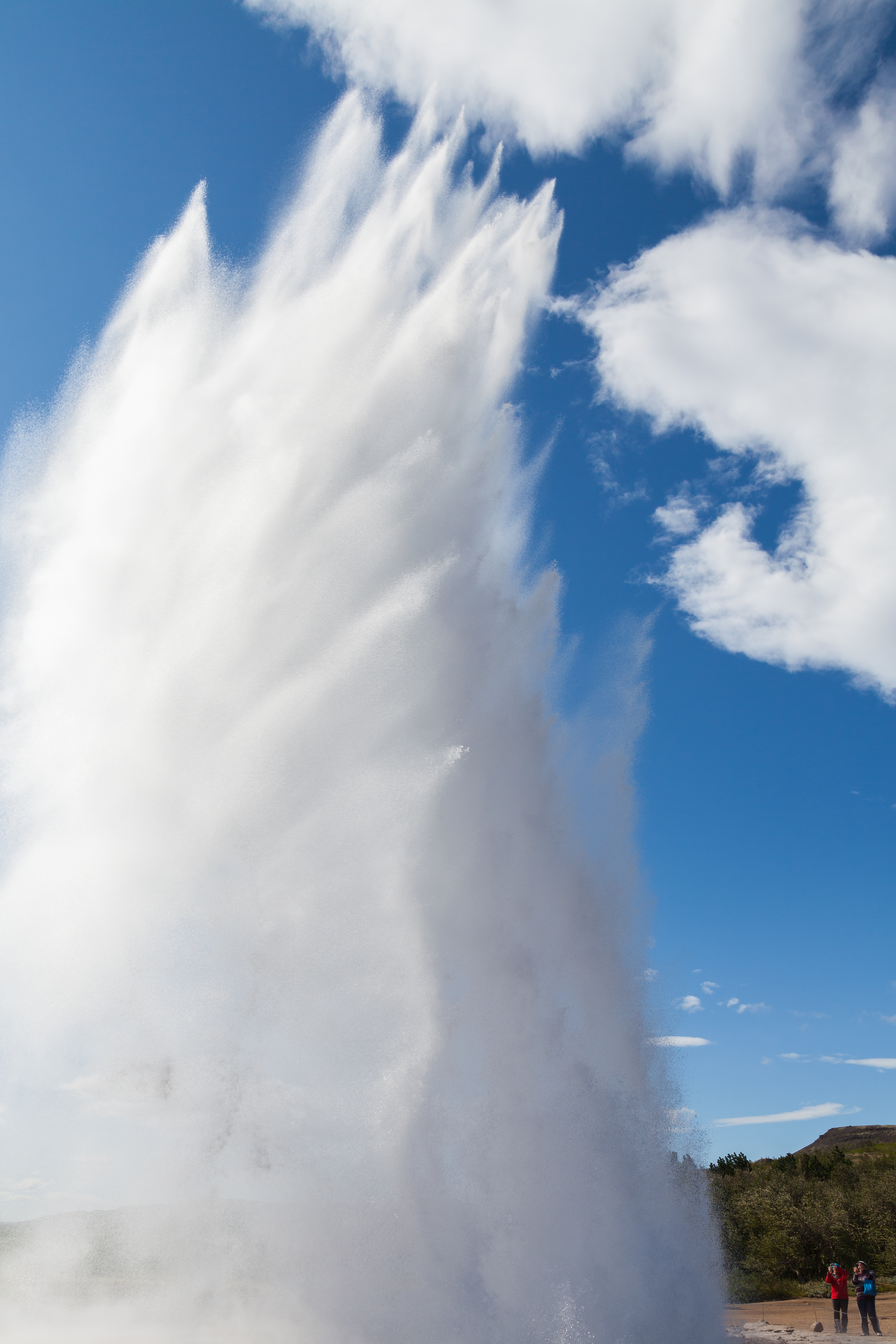
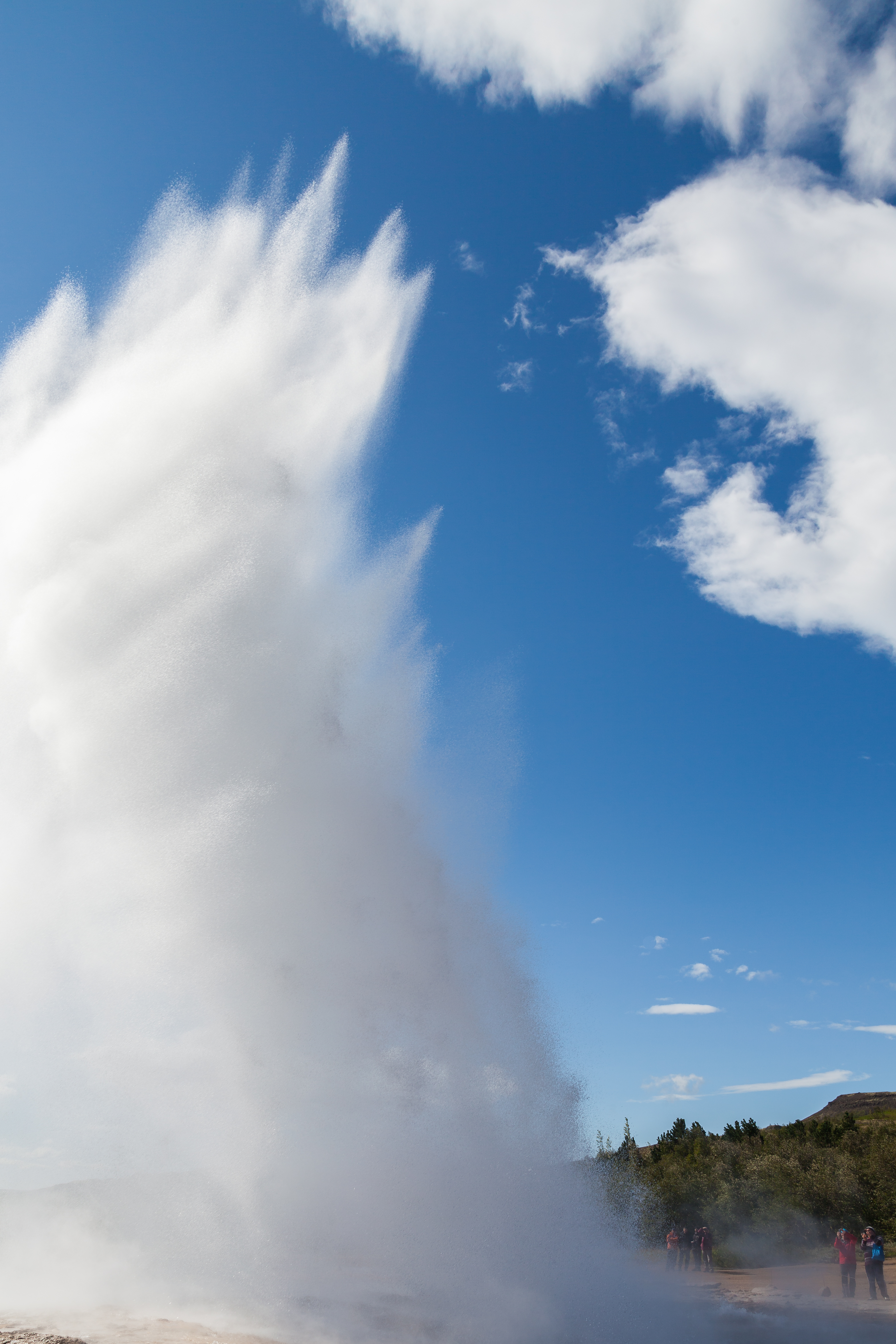